# Hyperaspidius blatchleyi
Hyperaspidius blatchleyi är en skalbaggsart som beskrevs av Gordon 1985. Hyperaspidius blatchleyi ingår i släktet Hyperaspidius och familjen nyckelpigor. Inga underarter finns listade i Catalogue of Life.